# Skrajny Giewoncki Karbik

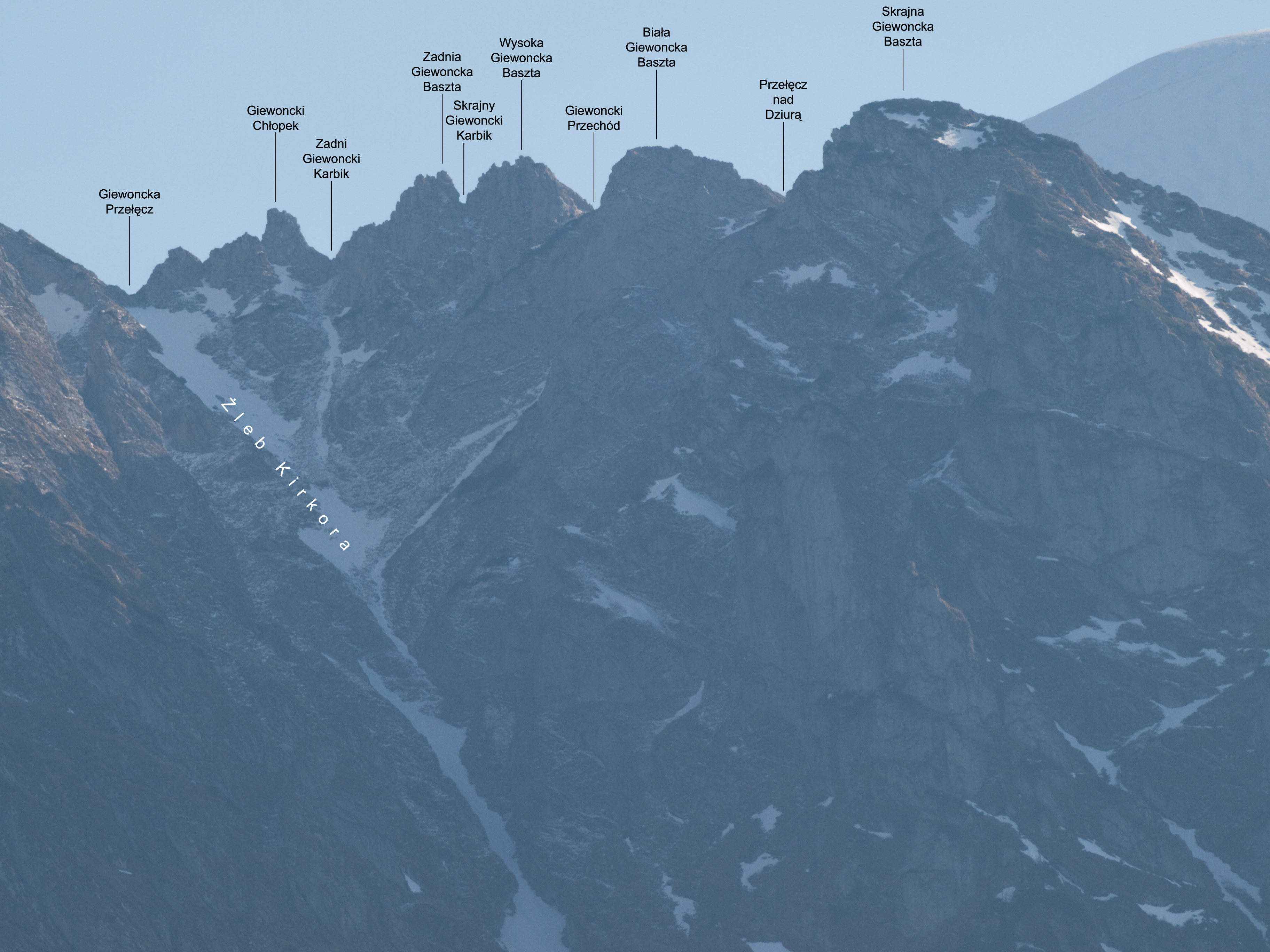
Widok na Mały Giewont od północnej strony

Skrajny Giewoncki Karbik – przełączka w Małym Giewoncie w Tatrach Zachodnich. Znajduje się pomiędzy turniami Zadnia Giewoncka Baszta i Wysoka Giewoncka Baszta. Na zachodnią stronę, do Doliny Małej Łąki opada stromym, częściowo skalistym, częściowo trawiastym stokiem, natomiast na wschodnią do Żlebu Kirkora ścianką. Wejście na przełączkę stokiem zachodnim oraz z przełączki na obydwie wznoszące się nad nią turnie jest dość łatwe, zapewne chodzono tędy już dawno. Obecnie jest to jednak rejon zamknięty dla wspinaczki.
Południowo-zachodnim stokiem, poniżej przełączki prowadzi czerwono znakowany szlak turystyczny z Przełęczy w Grzybowcu na Wyżnią Kondracką Przełęcz.